# Аугуста (муніципалітет)
Аугуста, Ауґуста (італ. Augusta, сиц. Austa) — муніципалітет в Італії, у регіоні Сицилія, провінція Сиракуза. Давня назва міста — Мегари Гіблейські.
Аугуста розташована на відстані близько 570 км на південний схід від Рима, 190 км на південний схід від Палермо, 20 км на північ від Сиракузи.
Населення — 36 490 осіб (2014).

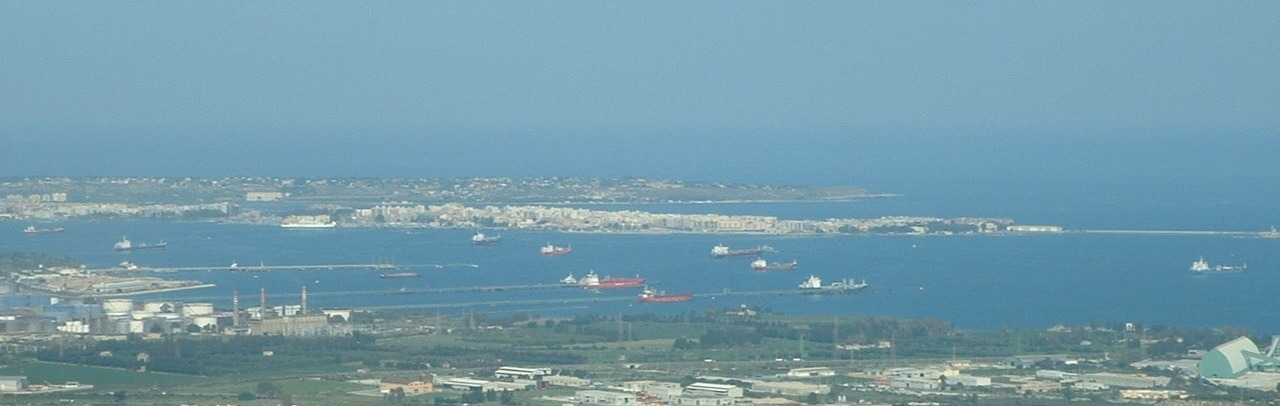

Щорічний фестиваль відбувається 24 травня. Покровитель — San Domenico di Guzmán.

## Демографія
Населення за роками:

Станом на 1 січня 2023 року в муніципалітеті офіційно проживало 1018 іноземців з 74 країн, серед них 425 громадян країн Євросоюзу та 23 громадяни України.

## Сусідні муніципалітети
- Карлентіні
- Меліллі